# Eremurus olgae
Eremurus olgae är en grästrädsväxtart som beskrevs av Eduard August von Regel. Eremurus olgae ingår i släktet Eremurus och familjen grästrädsväxter. Inga underarter finns listade i Catalogue of Life.

## Bildgalleri

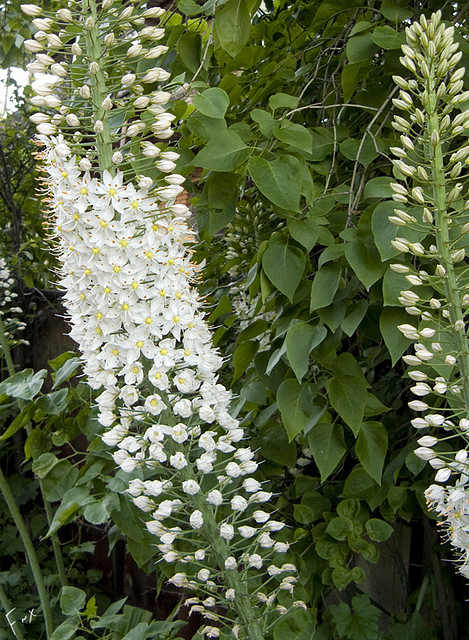